# Ludwig Heusner (Politiker)
Ludwig Heusner (* 19. Oktober 1800 in Dhronecken; † 4. Januar 1861 in Saarlouis) war ein deutscher Jurist und Politiker.

## Leben
Heusner war Sohn des Friedensrichters Wilhelm Heusner und der Karoline Eleonore geb. Kremer aus Weilburg. Er besuchte das Gymnasium Philippinum Weilburg. Sein Jurastudium begann er 1817 an der Hessischen Ludwigs-Universität Gießen. 1818 wechselte er an die Ruprecht-Karls-Universität Heidelberg. Dort wurde er Mitglied des Corps Hassia Heidelberg. 1820 wechselte er an die Rheinische Friedrich-Wilhelms-Universität Bonn. Hier war er am 15. Mai 1820 der Stiftungssenior des neuen Corps Rhenania Bonn. 1823 wurde er Landgerichts-Referendar und nach Ablegen der 2. juristischen Prüfung Friedensrichter in Wallerfangen. 1832 wurde er Notar in Perl (Mosel) (1832) und Saarlouis (1837). Er war vom 30. Oktober 1848 bis zum 16. Februar 1849 Mitglied der Frankfurter Nationalversammlung für die Provinz Rheinland in Saarbrücken, zunächst in der Fraktion Deutscher Hof, dann in der Fraktion Württemberger Hof. 1850 war er vorübergehend in Bad Kreuznach, später wieder in Saarlouis. 1860 wurde er zum Justizrat ernannt.
Der Arzt und Pionier der Pockenschutzimpfung Carl Heusner (1802–1883) war sein Bruder.